# پی‌اس پرینسس آو ویلز (۱۸۷۸)
پی‌اس پرینسس آو ویلز (۱۸۷۸) (به انگلیسی: PS Princess of Wales (1878)) یک کشتی بود که طول آن ۲۶۵٫۵ فوت (۸۰٫۹ متر) بود. این کشتی  در سال ۱۸۷۸ ساخته شد.